# Patrician II: Fortuna, poder y victoria
Patrician II:  Fortuna, poder y victoria es un videojuego de simulación comercial en tiempo real con elementos organizativos que se desarrolla en el ambiente histórico del comercio marítimo de la Europa del Norte en el siglo XIV, así como el segundo juego de la serie Patrician. Fue desarrollado por Ascaron y distribuido por FX Interactive para PC en 2002. Es del estilo de Sid Meier's Pirates o incluso de Railroad Tycoon.

## Antecedentes

### Desarrollo
Tras el relativo fracaso de The Patrician a principios de los años 90, FX Interactive decidió apostar por una segunda parte mejorada.[cita requerida] Contrató al estudio Ascaron (al que ya conocía de juegos como Port Royale) y lanzó este juego. Durante los dos años siguientes a su publicación, Patrician II no logró muchas ventas pero gracias a una colaboración con El Mundo, se hizo con una cierta fama gracias a MVM 2004 (Mejores Videojuegos del Mundo 2004).

## Modo de juego
Forja tu destino en busca de fortuna, poder y victoria. Comercia con alimentos y mercancías. Crea tus propias fábricas. Expande tus negocios a otras ciudades y puertos comerciales. De tus decisiones depende forjar una fortuna o sufrir la bancarrota. Gana el reconocimiento de tus ciudadanos para ser elegido alcalde de tu ciudad natal. Extiende tu reputación por toda Europa y podrás llegar a ser Gobernador. Construye barcos. Enrola la tripulación. Arma una poderosa flota y fragua tu prestigio militar en batallas navales contra los piratas.
El videojuego se desarrolla en la Liga hanseática, en el Mar Báltico. Se asume el papel de un joven mercader asentado en una de las ciudades de la Liga hanseática en el siglo XIV. El objetivo es pasar de ser un simple tendero en tu ciudad natal e ir ascendiendo en la escala social, convirtiéndote en Patricio, quizás en alcalde de tu propia ciudad o quien sabe, incluso gran maestre de la Liga Hanseática, comerciando con tus barcos por todo el mar conocido en la época, aprovisionando a las ciudades de mercancías y ganando prestigio entre las distintas clases sociales. Pero ser comerciante en la edad media no era fácil... a los propios problemas económicos y a tus competidores se sumarán los ataques de los piratas, las epidemias y otras catástrofes que frenarán tu carrera como comerciante.

## Unidades

### Piratas
En el juego puedes ser mercader, pirata o las dos cosas. Para ser pirata necesitas un barco, mínimo cinco marineros, si no, no se puede mover. Tienes que crear un convoy privado, con dos bolas rojas de armamento (Los barcos pueden llevar armamento, espadas, catapultas etc. Cuando más armamento, más fuerte será y más bolas rojas tendrá) Y un capitán que se representa con una estrella, si no, no podrás hacer el convoy. Tienes que salir al mapa y, sin que nadie te vea, en el apartado de la tripulación, pulsar el botón de ser pirata. Y ya puedes capturar barcos, luchar contra otros piratas y saquear ciudades. También hay otra opción. Vas a la taberna y contratas un pirata y él se quedará con un barco tuyo para saquear barcos. Al cabo de un tiempo, siempre capturarán a tu pirata y te acusarán por contratarlo en la taberna, y tendrás que pagar una multa; pero te llevarás una parte de los beneficios que él consiga.

### Barcos
Los barcos en el juego son muy importantes para ganar dinero. Hay dos maneras de usar tus barcos: ser un pirata o ser un buen mercader. Cada barco pueden llevar un capitán y un mínimo de cinco tripulantes o más (dependiendo del barco). En la configuración básica se empieza con un solo barco, pero al inicio del juego podrás cambiar la configuración para empezar con dos barcos. Hay cuatro tipos de barcos en Patrician II:
- Goleta

Su escaso calado le permite navegar en aguas fluviales, por lo que será imprescindible en tu flota si quieres establecer comercio con Colonia, Torum o Novgorod.
| Parámetro             | Nivel básico         | Nivel 2              | Nivel 3              |
| --------------------- | -------------------- | -------------------- | -------------------- |
| Capacidad de carga    | 25                   | 22                   | 19                   |
| Puestos de artillería | 0                    | 4                    | 8                    |
| Tripulación           | 5 mínimo - 25 máximo | 5 mínimo - 25 máximo | 5 mínimo - 25 máximo |
| Velocidad             | 5,5 nudos            | 5,5 nudos            | 5,5 nudos            |
| Capacidad de maniobra | 100%                 | 100%                 | 100%                 |

- Carabela

Gracias a su velocidad y capacidad de maniobra, la carabela es el barco idóneo para la lucha contra los piratas. Además, los costes de construcción y reparación no son muy altos, por lo que su mantenimiento no supone grandes esfuerzos económicos.
| Parámetro             | Nivel básico         | Nivel 2              | Nivel 3              |
| --------------------- | -------------------- | -------------------- | -------------------- |
| Capacidad de carga    | 35                   | 30                   | 25                   |
| Puestos de artillería | 0                    | 4                    | 10                   |
| Tripulación           | 8 mínimo - 35 máximo | 8 mínimo - 35 máximo | 8 mínimo - 35 máximo |
| Velocidad             | 6 nudos              | 6 nudos              | 6 nudos              |
| Capacidad de maniobra | 95%                  | 95%                  | 95%                  |

- Nao

En la fase inicial del juego, la nao será la nave de mayor tamaño de la que podrás disponer. Es recomendable aprovechar su capacidad para llevar mercancías de primera necesidad a los puertos más desabastecidos.
| Parámetro             | Nivel básico          | Nivel 2               | Nivel 3               |
| --------------------- | --------------------- | --------------------- | --------------------- |
| Capacidad de carga    | 55                    | 47                    | 39                    |
| Puestos de artillería | 8                     | 12                    | 18                    |
| Tripulación           | 10 mínimo - 55 máximo | 10 mínimo - 55 máximo | 10 mínimo - 55 máximo |
| Velocidad             | 4,5 nudos             | 4,5 nudos             | 4,5 nudos             |
| Capacidad de maniobra | 90%                   | 90%                   | 90%                   |

- Galeón

Los tres barcos anteriores están disponibles desde el principio de la partida, pero el galeón se desbloquea avanzada la partida. El galeón es la nave de mayor capacidad de carga. Además admite un mayor número de armas y marineros, por lo que resulta un barco con grandes posibilidades de victoria frente a los ataques piratas.
| Parámetro             | Nivel básico          | Nivel 2               | Nivel 3               |
| --------------------- | --------------------- | --------------------- | --------------------- |
| Capacidad de carga    | 70                    | 60                    | 50                    |
| Puestos de artillería | 12                    | 18                    | 24                    |
| Tripulación           | 12 mínimo - 70 máximo | 12 mínimo - 70 máximo | 12 mínimo - 70 máximo |
| Velocidad             | 5 nudos               | 5 nudos               | 5 nudos               |
| Capacidad de maniobra | 85%                   | 85%                   | 85%                   |

## Edificios
En Patrician II hay una gran variedad de ciudades, son 17 aproximadamente.  El título cuenta con un editor de mapas, en el que los jugadores pueden crear misiones personalizadas.
Las ciudades predeterminadas son:
| Ciudad    | País                   | Bienes que conviene producir                          |
| --------- | ---------------------- | ----------------------------------------------------- |
| Londres   | Inglaterra Reino Unido | Lana, telas y cerveza                                 |
| Brujas    | Bélgica                | Pescado y alfarería                                   |
| Colonia   | Alemania               | Vino, madera, alfarería y hierro                      |
| Bremen    | Alemania               | Herramientas, ladrillos, cerveza y pescado            |
| Hamburgo  | Alemania               | Pescado, trigo, cerveza y cáñamo                      |
| Lübeck    | Alemania               | Herramientas, ladrillos y pescado                     |
| Rostock   | Alemania               | Trigo, miel y cáñamo                                  |
| Stettin   | Polonia                | Pescado, trigo, cerveza y cáñamo                      |
| Gdansk    | Polonia                | Trigo, cerveza, lana, carne, alfarería, brea y cáñamo |
| Torum     | Polonia                | Trigo, madera, miel, cáñamo y ladrillos               |
| Riga      | Letonia                | Miel, pieles, pescado                                 |
| Reval     | Estonia                | Carne, herramientas y pieles                          |
| Estocolmo | Suecia                 | Herramientas, hierro, pescado, aceite y madera        |
| Visby     | Suecia                 | Lana, alfarería y telas                               |
| Malmö     | Suecia                 | Carne y telas                                         |
| Bergen    | Noruega                | Aceite, madera, carne y pescado                       |
| Oslo      | Noruega                | Aceite, brea y pescado                                |
| Edimburgo | Escocia Reino Unido    | Pescado, telas, herramientas, aceite y hierro         |
| Aalborg   | Dinamarca              | Carne y madera                                        |
| Novgorod  | Rusia                  | Pieles, madera y brea                                 |

En las ciudades se desarrollan diferentes actividades, económicas y sociales, tales como comprar, construir fábricas, casas, rezar en iglesias, conceder préstamos o contratar, construir navíos en astilleros, etc.

### Taberna
Aquí podrás contratar a: marineros, piratas, capitanes, pasajeros, comerciantes, etc. Cada ciudad solo tiene una taberna.

### Catedral
Podrás dar dinero para ampliar la catedral, dar dinero y dar comida para obtener prestigio. Cada ciudad solo tiene una catedral.

### Muelles
En los muelles de cada ciudad, podrás hacer barcos, cambiar el nombre de un barco, reparar un barco y mejorar el nivel del barco elegido. Solo podrás hacer cuatro tipos de barcos: Galera, carabela, nao y galeón. En los barcos hay tres tipos de niveles: Nivel 1, el 2 y el 3. Cuando construyas un barco estará en el nivel uno; cuanto más nivel tenga un barco, más puestos de artillería tendrá. Si estas en otra ciudad, puedes ir al muelle como si fuera el de tu ciudad, realizando las mismas acciones. Cada ciudad tiene un muelle.

### Ayuntamiento
Cuando seas consejero, tendrás que votar para así subir los impuestos, hacer una nueva muralla etc. También se podrá votar para elegir al Gobernador de la Liga hanseática. Además, sin ser consejero, podrás tener un trabajo vigilante del puerto y ganar algo de dinero teniendo un barco amarrado en el puerto con un capitán y un mínimo de armamento que decidirá el propio ayuntamiento. También puedes cumplir misiones de abastecimiento a ciudades si te creen de confianza. Cada ciudad tiene un ayuntamiento.

### El Prestamista
Aquí es donde pagas multas que te hayan impuesto; pides, concedes o devuelves préstamos; y vendes y compras acciones tanto de tu empresa como de las de tus competidores. Cada ciudad tiene un Prestamista .

#### Multas
En el prestamista tendrás que pagar las multas que se te impongan. Estas podrán ser por:
- Multas por herejía
- Escándalo público
- Afirmaciones de la redondez de la Tierra
- Socavar el nombre de la Liga Hanseática
- Piratería[17]

## Rangos
En este juego, al principio, se es un simple mercader pero ganando dinero y siendo popular en la ciudad, se sube de rango. Al traer las mercancías que necesita nuestra ciudad, nuestro prestigio subirá pero, por supuesto, la población no está compuesta por una masa homogénea... hay gente pobre, cuyas necesidades son principalmente grano, cerveza y pescado. La gente más acomodada, sin embargo, requerirá otros objetos como ropa o miel, mientras que la gente rica sólo estará contenta si les traes carne, vino o especias. Los rangos disponibles son:

### Mercader
Rango con el que comienza el jugador. En este rango se puede hacer lo básico como comerciar, construir, y organizar fiestas o ser pirata.

### Maestro mercader
Se adquiere cuando el capital del jugador capital vale 100.000. Se consigue más fácilmente organizando fiestas y construyendo edificios en tu ciudad.

### Patrono
Se adquiere cuando el jugador alcanza un valor de compañía de 200.000.

### Notable
La compañía del jugador vale 300.000 y éste pasa a ser miembro del Gremio de la ciudad (es más fácil entrar desde el principio porque es más barato). El jugador cuenta con licencias para el comercio y la construcción en casi todas las ciudades.

### Consejero
El jugador es miembro del consejo de la ciudad. Debe tener un valor de 500.000. Además, puede acceder al rango de Alcalde (teniendo una gran reputación entre los ciudadanos) y relacionarse con el Príncipe ya sea para vender productos o para ofrecer préstamos.

### Patricio
Tienes una riqueza de más de 900.000 y una gran reputación entre todos los grupos sociales. Con este rango es más factible lograr estar entre los cuatro candidatos a Alcalde de la ciudad. La mejor manera de ser alcalde es construyendo hospitales, iglesias, o ampliando la catedral antes de las elecciones. También se puede sobornar unas dos semanas antes a algún miembro del consejo en los baños públicos, nunca por menos de 50.000 monedas.

### Alcalde
Se es el máximo responsable de la ciudad. Se elige por votación de los ciudadanos.
Mantenerse como alcalde en tu ciudad de residencia, no es ningún problema una vez lo consigues la primera vez. Puedes dedicarte a gestionar estupendamente la ciudad, proveyendo a tus ciudadanos de todos los productos necesarios a un precio razonable, ampliando al máximo la catedral o contruyéndoles un hospital y estará hecho. Para en caso de que veas que se aproxima la fecha de las elecciones y no estés el primero en la lista de candidatos, puedes recurrir a comprar los votos de los habitantes de tu ciudad: calcula con cuidado, llena tus almacenes y celebra un festejo justo el día antes de las votaciones.

### Gobernador
Se hace por votación de los alcaldes de todas las ciudades. Si se tiene el grado distinguido o superior se tiene el puesto casi asegurado.
Para alcanzar el estatus de gobernador necesitas que tu reputación sea buena en todas las ciudades de la Liga Hanseática, para conseguirlo, cumple misiones inter-ayuntamiento, no escatimes en tus donaciones (el hogar del marinero retirado, el orfanato, el centro de bellas artes...), derrota a todos los piratas que puedas, envía expediciones de ultramar (el descubrimiento de nuevas ciudades o del Nuevo Mundo mejora bastante tu reputación) y sobre todo comercia todo lo que puedas.

## Entorno gráfico
A comparación de su predecesor, Patrician II presenta ambientes gráficos con más color, detalles, y animaciones de alta resolución, a pesar de ser un juego en 2D. El juego soporta resoluciones de 1280x1024.

## Recepción y crítica
Una interfaz de comercio excelente anima a los aspirantes a magos financieros a perfeccionar sus habilidades mercantiles. Lamentablemente, a pesar de que promete un entorno económico y político variado, el juego se obsesiona en el comercio en el mar medieval. Esto no es necesariamente malo, y algunos juegos son de éxito precisamente por hacer una cosa excepcionalmente bien. Sin embargo, en Patrician II no se desarrolla como sería necesario el avance de tu reputación internacional de tu carrera política, negando un poco de variedad que era muy necesaria. En el comercio incesante, que representa el único método viable de progreso ya sea económica o políticamente, también se pierde toda la emoción después de unas diez horas de juego. Desde el punto de vista de un videojuego de estrategia en tiempo real se espera entretenimiento casi indefinido, por lo que se trata de un fallo decididamente inexcusable.
El juego se lleva una puntuación bastante buena, con un 6.4/10 como menor nota en Computer and Video Games y en PC Zone y una mejor nota de 5/5 en GameSpy. Las páginas de habla inglesa lo califican con puntuaciones de notable exceptuando las mencionadas; mientras que las de habla hispana (Meristation y Trucoteca) la califican con un 7.5 y un 7.3 respectivamente, dejando claro que el juego es tan bueno en su versión inglesa como en su versión española. Un juego que según ciertas declaraciones formará parte de la historia de FX Interactive y Ascaron.